# Hipólito G. Navarro
Hipólito González Navarro, conocido como Hipólito G. Navarro (n. Huelva; 1961) es un escritor español, dedicado casi en exclusividad al género del cuento. 

## Trayectoria literaria
Reside en Sevilla desde 1979. Biólogo de formación, ha desarrollado varios trabajos relacionados con el mundo editorial. Entre 1994 y 2001 dirigió la revista dedicada al relato breve Sin embargo. Ha colaborado en varios periódicos y sus relatos, traducidos a doce idiomas, han sido recogidos en numerosas antologías. 
Se ha dedicado fundamentalmente al relato corto, género que ha reivindicado con fervor, aunque es también autor de una novela (Las medusas de Niza, 2000). La crítica ha destacado su interés por la experimentación narrativa, relacionándolo con autores como el argentino Julio Cortázar. Según el propio autor, han tenido también una decisiva influencia en su obra escritores como Franz Kafka y Samuel Beckett.
Sus relatos se caracterizan por abordar lo cotidiano desde una perspectiva inusual: "las mismas cosas, pero vistas desde el ángulo más raro posible", según sus propias palabras. El humor es también un elemento esencial de su concepción de la literatura.

## Obra
- El cielo está López (Don Quijote, 1990). Relatos.
- Manías y melomanías mismamente (Don Quijote, 1992). Relatos.
- Relatos mínimos (Ediciones del 1900, 1996). Relatos.
- El aburrimiento, Lester (Anaya & Mario Muchnik, 1996). Relatos.
- Los tigres albinos (Pre-Textos, 2000). Relatos.
- Las medusas de Niza (Algaida, 2000; 2003). Novela.
- Los últimos percances (Seix Barral, 2005; Booket, 2017). Relatos. Reúne los volúmenes anteriores El aburrimiento, Lester y Los tigres albinos, junto con el inédito Los últimos percances.
- El pez volador (Páginas de Espuma, 2008; 2016). Relatos. Edición de Javier Sáez de Ibarra. Incluye estudio y entrevista con el autor.
- La vuelta al día (Páginas de Espuma, 2016). Relatos.
- Tantas veces huérfano. Una antología personal (Ed. Contexto, Chaco, Argentina, 2021). Relatos.
- El mueble inquieto (Pandora, 2022). Cuento ilustrado. Prólogo de Eduardo Mendoza. Ilustraciones de Jordi Garriga.

## Premios
- 1997: Premio Alberto Lista por Con los cordones desatados, a ninguna parte.
- 2000: Premio de Novela Ateneo-Ciudad de Valladolid por Las medusas de Niza.
- 2001: Premio de la Crítica Andaluza por Las medusas de Niza.
- 2006: Premio Mario Vargas Llosa NH por Los últimos percances.
- 2008: Premio El Público de narrativa por El pez volador.
- 2017: Premio de la Crítica Andaluza por La vuelta al día.
- 2017: Premio de la Feria del Libro de Sevilla por su trayectoria literaria.

## Antologías que incluyen relatos de Hipólito G. Navarro
- Noche de relatos (Pamplona : NH Hoteles, 1997)
- Dos veces cuento, antología de microrrelatos (Madrid: Ediciones Internacionales Universitarias, 1998)
- Narradores españoles de hoy (México : Cultura de Veracruz, 1998)
- Vidas sobre raíles. Cuentos de trenes (Madrid : Páginas de Espuma, 2000)
- Ojos de aguja, antología de microcuentos (Barcelona : Círculo de Lectores, 2000)
- Nosotros los solitarios (Valencia: Pre-Textos, 2001). Ed. conmemorativa del 25 aniversario de la Editorial Pre-Textos.
- Cuentos contemporáneos (Madrid: SM, 2001)
- Por favor, sea breve. Antología de relatos hiperbreves. Selección y prólogo, Clara Obligado (Madrid: Páginas de Espuma, 2001)
- Lo que cuentan los cuentos. Selección: Pedro Domene (México D.F.: Eón, 2001)
- Historias médicas (Madrid : Páginas de Espuma, 2001)
- El relato español actual (México : FCE, 2002)
- El dinosaurio anotado. Edición crítica de Lauro Zavala a «El dinosaurio» de Augusto Monterroso, (México, Alfaguara/UAM, 2002).
- Molto vivace. Cuentos de música (Madrid : Páginas de Espuma, 2002)
- Pequeñas resistencias: antología del nuevo cuento español (Madrid: Páginas de Espuma, 2002). Selección de Andrés Neuman y prólogo de José María Merino.
- Eros: alejaos, damas reverentes (Sevilla : Ediciones La Caja China, 2004)
- Textículos bestiales, cuentos breves de animales reales o imaginarios (Buenos Aires : IMFC, 2004)
- Caleta. 20 años sin Cortázar (Cádiz : Fundación Municipal de Cultura, 2004)
- Zweimal erzählt. Anthologie von Mikroerzählungen (Wien, Austria : Verlag Fassbaender, 2005)
- Alrededor de un tablero. Cuentos de ajedrez (Madrid : Páginas de Espuma, 2005)
- Di algo para romper este silencio. Homenaje a Raymond Carver (México DF : Lectorum, 2005)
- La otra mirada. Antología del microrrelato hispánico (Palencia : Menoscuarto, 2005)
- De mil amores. Antología de microrrelatos amorosos (Barcelona : Thule ediciones, 2005)
- Ciempiés. Los microrrelatos de Quimera (Barcelona : Editorial Montesinos, 2005)
- Microrrelatos en el mundo hispanoparlante (Tucumán, Argentina : Ediciones del Rectorado, Univ. Nacional de Tucumán, 2006)
- Y se quedó en Al Andalus (Cádiz : Arambel editores, 2006)
- Noche de relatos. Premio Mario Vargas Llosa NH (Pamplona : NH hoteles, 2006)
- Nacht der Erzählungen. NH Preis (Pamplona : NH hoteles, 2006)
- Bedside Stories. NH Prize (Pamplona : NH hoteles, 2006)
- La costumbre de leer (Martil, Marruecos : Centro Cultural Al-Ándalus, 2006)
- Huelva. En cuarentena (Huelva : Comité Organizador Trienio Zenobia-Juan Ramón Jiménez, 2006)
- Cuentos y relatos de Andalucía y Marruecos (Sevilla : Editorial Alfar-Ixbilia, 2006)
- Macondo boca arriba. Antología de narrativa andaluza actual (México DF : UNAM, 2006)
- Cuento vivo de Andalucía (Guadalajara, México : Universidad de Guadalajara, 2006)
- Qué me cuentas (Madrid : Páginas de Espuma, 2006)
- Territorios comunes (Salta, Argentina : Biblioteca de Textos Univesitarios, 2006)
- Lo que cayó del Conquero (Huelva : Cacúa editorial, 2007)
- La flor del día. Trofeos de la lectura (Buenos Aires : IMFC, 2007)
- Eñe. Erótico (Madrid : La Fábrica, 2007)
- Comedias de Shakespeare (Madrid : 451 Editores, 2007)
- Ficción Sur. Antología de relatistas andaluces (Granada : Editorial Traspiés, 2008)
- Nouvelles d'Espagne (Villelonge d'Aude, Francia : Brèves, 2008)
- Been there, read that! Stories for the armchair traveller (Wellington, Nueva Zelanda : Victoria University Press, 2008)
- Relatos españoles contemporáneos (Madrid : Habla con Eñe editorial, 2008)
- Tiemble después de haber reído (Barcelona : Fnac-Booket, 2008)
- 1. Mil y un cuentos de una línea (Barcelona : Thule ediciones, 2008)
- Homenaje a Juan Ramón Jiménez (Huelva : Dip. Huelva. Col. Cuando llega octubre de 2008)
- Magyar Napló. Spanyol egypercesek (Budapest, Hungría : Magyar Napló, 2009)
- Héroes de papel. Vivir del aire (Barcelona : Casa del Libro-Booket, 2009)
- Relatos de amor y desamor (Madrid : Habla con Eñe, 2009)
- 22 escarabajos. Antología hispánica del cuento Beatle (Madrid : Páginas de Espuma, 2009)
- Por favor, sea breve 2. Antología de microrrelatos (Madrid : Páginas de Espuma, 2009)
- Microrrelato en Andalucía (Almería : Batarro, 2009)
- Siglo XXI. Los nuevos nombres del cuento español actual (Palencia : Menoscuarto, 2010)
- Los que cuentan. Monográfico sobre el cuento (Granada : EntreRíos, 2010)
- Diez relatos y un castillo (Huelva : Asociación Amigos del Castillo de Cortegana, 2010)
- Cuento mutante (Guadalajara, México : Luvina, 2010)
- Al otro lado del espejo. Nadando contracorriente (Madrid : Ediciones Escalera, 2011)
- Más por menos. Antología de microrrelatos hispánicos actuales (Madrid : Sial Ediciones, 2011)
- Los oficios del libro (Madrid : Libros de la ballena-UAM, 2011)
- El sabor de la ñ (Madrid : Instituto Cervantes, 2012)
- Antología del microrrelato español (1906-2011) (Madrid : Cátedra. Letras Hispánicas, 2012)
- Mar de pirañas. Nuevas voces del microrrelato español (Palencia : Menoscuarto, 2012)
- Narrando desde El Greco (Madrid : Lunwerg, 2014)
- Cuento español actual (1992-2012) (Madrid : Cátedra. Letras Hispánicas, 2014)
- Cuentos con estrella (León : Punto y seguido, 2015)
- Puente levadizo. 24 cuentistas de Panamá y España (Madrid : AECID, 2015)
- Nocturnario (Granada : Ed. Nazarí, 2016)
- Eñe. Adicciones (Madrid : La Fábrica, 2017)
- Riesgo. Antología de textos (Barcelona : Rata editorial, 2017)
- Selección de cuentos (Barcelona : Booket, 2017)
- Digitalni Zivot. Spanska i hispanoamericka prica novog milenijuma (Novi Sad, Serbia : Agora, 2018)
- Sólo cuento (México : UNAM, 2018)
- Minicuentos y fulgores (León : Eolas ediciones, 2022)